# Pióro

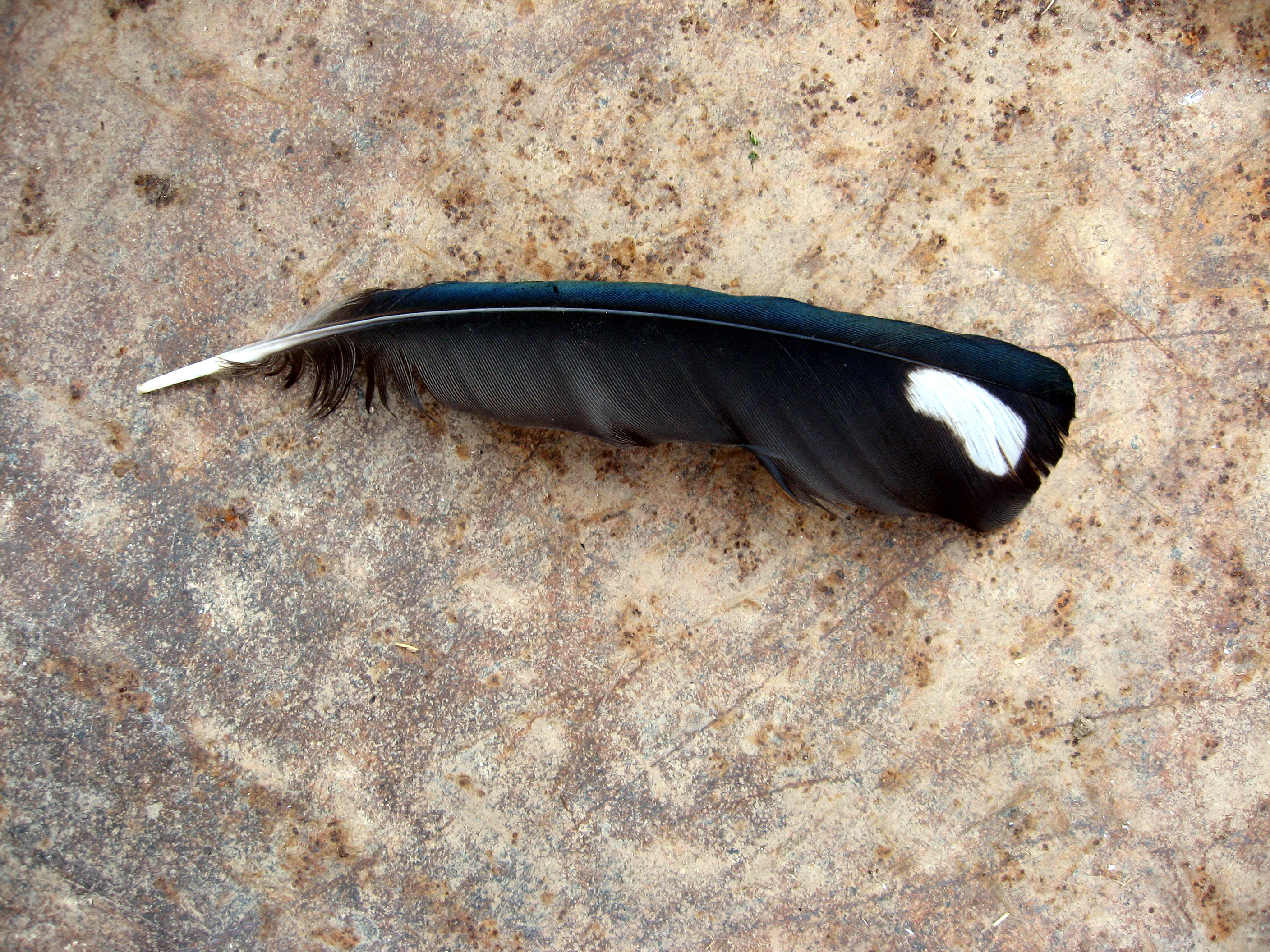
Pióro (lotka sroki, Pica pica)

Pióro (łac. penna) – twory nabłonkowe pokrywające ciała części zwierząt, zwłaszcza ptaków. Podobnie jak łuski u gadów, pióra zachodzą na siebie dachówkowato. 

## Rozwój

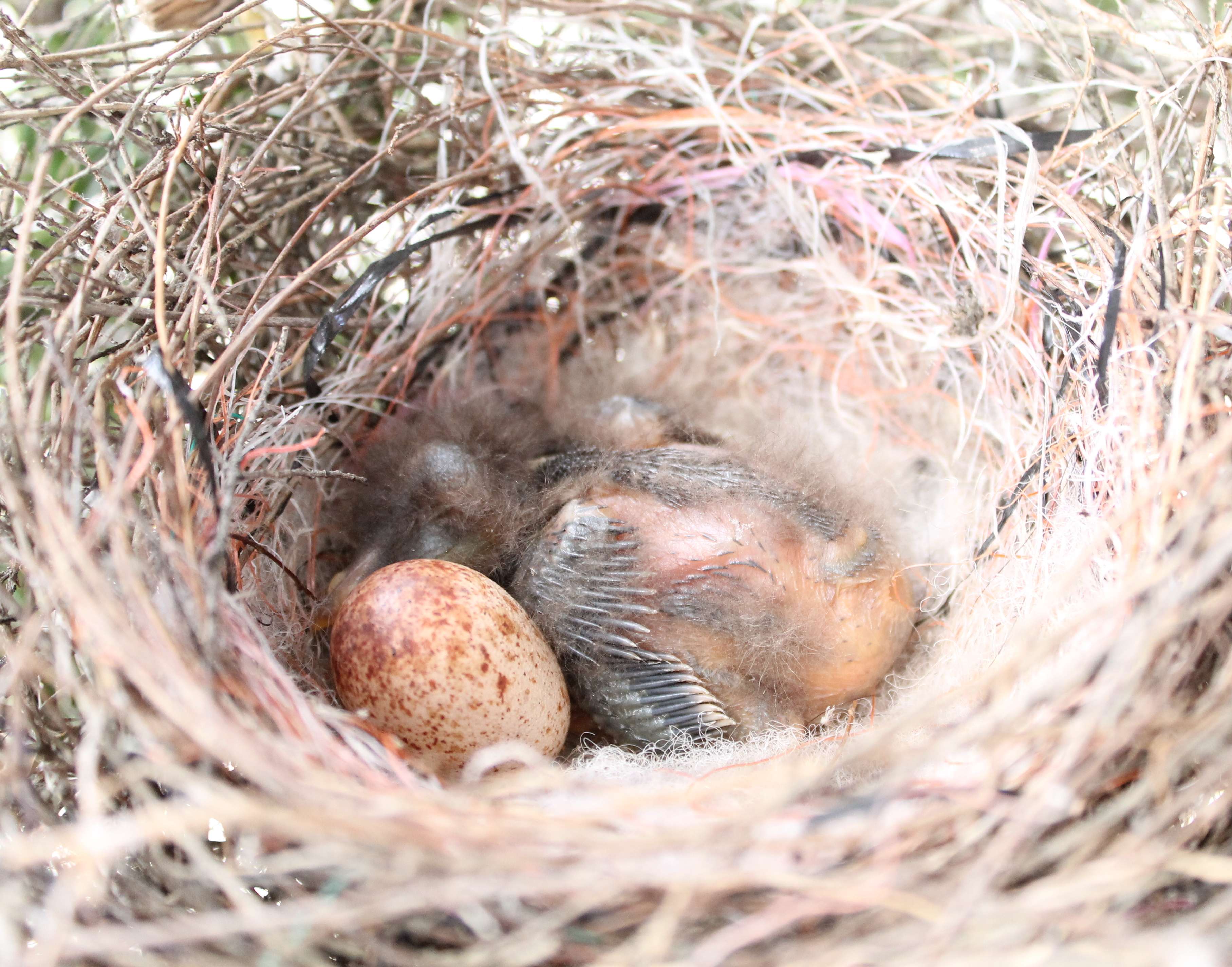
Pisklę miodożera maskowego – widoczne rozwijające się pióra w osłonce (ang. pin feathers)

Pióra wyrastają z brodawek skórnych zbudowanych z komórek mezodermalnych, w których formują się najpierw pióra embrionalne (puchowe), a następnie pióra ostateczne (definitywne; penna). Skupienia komórek mezodermalnych tworzą wzgórek. Z jednej strony uwypuklenie podnosi w górę naskórek, z drugiej sięga w głąb skóry ptaka, tworząc zawiązek pochwy pióra. Część pierwotnego zgrubienia łącznotkankowego, która znajduje się u nasady pióra tworzy brodawkę dobrze zaopatrzoną w naczynia krwionośne. Na zewnątrz z brodawki wyrasta pochewka pióra embrionalnego, którego miejsce zajmuje pióro definitywne, początkowo całkiem ukryte w pochewce. Po pewnym czasie pochewka odpada i wyłania się z niej pióro definitywne. Trzon pióra może już wzrastać w górę, a chorągiewki – na boki.

## Budowa

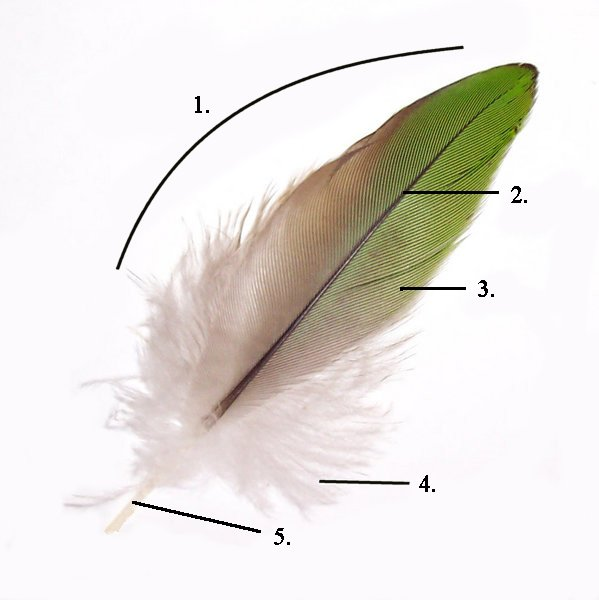
Budowa pióra: 1 – chorągiewka, 2 – stosina, 3 – promienie, 4 – przypiórko, 5 – dutka

Pióro ptaka składa się z elastycznej osi (łac. scapus) stanowiącej punkt przyczepu jednopłaszczyznowej chorągiewki (vexillum), w której wyróżniana jest chorągiewka zewnętrzna (vexillum externum) i wewnętrzna (vexillum internum). Górna część osi pióra, o przekroju czworokątnym, nosi nazwę stosiny (rachis) i zbudowana jest z kory (cortex) i rdzenia (medulla). Stosina jest nieprzezroczysta, biała, miejscami występują przestrzenie powietrzne. Do stosiny jest przytwierdzona stosina dodatkowa (hyporhachis), od której na boki rozchodzi się chorągiewka pióra. Na stronie stosiny zwróconej ku ciału ptaka znajduje się rynienkowate zagłębienie, biegnące przez całą długość stosiny, a rozpoczynające się dołeczkiem (umbilicus superior).
Dolna – o przekroju owalnym – znajdująca się poniżej chorągiewki, nazywana dutką (calamus), jest zanurzona w skórze. Dutka wewnątrz jest pusta, ma przezroczystą ściankę i cylindryczny kształt. Wewnątrz znajduje się „dusza” – luźna, rogowa pozostałość po brodawce pióra, początkowo wypełniająca całą dutkę. Na jej końcu znajduje się okrągłe wgłębienie – pępek (umbilicus superior). Chorągiewki pióra składają się z promieni (rami) wyrastających z obydwu stron stosiny. Od promieni tych wyrastają z kolei na dwie strony promyki (radius, pl. radii), które łączą się ze sobą delikatnymi haczykami (hamulus, pl. hamuli). Występują również promyki nitkowate, które występują w piórach puchowych i nie tworzą zwartej powierzchni chorągiewki ze względu na brak haczyków. Pióra wyrastają ze skóry pod ostrym kątem, a ich końce są skierowane ku tyłowi ptaka.

## Rodzaje
Na różnych częściach ciała ptaka wyrastają różne pióra, które w zależności od pełnionych funkcji mają odmienny wygląd.
Pióro puchowe (pennapula)Posiada cienką oś, długie i miękkie promienie, a promyki nie łączą się ze sobą. Słabo przewodzą ciepło i tworzą wokół ptaka warstwę chroniącą go przed utratą ciepła organicznego.
Pokrywy (tectrices)Grupy piór przykrywające inne grupy, np. lotki lub otwór uszny.
Lotki (remiges)Duże i sztywne pióra umieszczone na tylnej krawędzi skrzydeł. Tworzą powierzchnię nośną skrzydła.
Sterówki (rectrices)Pióra wyrastające na pygostylu, tworzące ogon. Osadzone są na pygostylu wachlarzowato, a ich liczba waha się między 8 a 24 (u większości ptaków 10 do 12).
Pióra pudroweWystępują na przykład u czapli. Są wiotkie, silne zredukowane. Nie występują u ptaków o zwartym, sprężystym upierzeniu. Ptaki rozcierają je dziobem, a powstały z nich puder przypomina talk. Chroni upierzenie, nadając mu właściwości wodoodporne, do tego połysk, a niekiedy barwę (szaroniebieskawy nalot na ciele gołębi jest właśnie pudrem).
Wszystkie te pióra nadają ciału ptaka kształt i noszą ogólną nazwę piór konturowych (profilowych). Wraz ze wzrostem masy ciała ptaka wzrasta liczba piór konturowych. Pióra niektórych ptaków, takich jak strusie i pingwiny, zatracają wszystkie promienie i przy zachowanej stosinie upodabniają się do włosów ssaków. W piórach profilowych na początku chorągiewki zazwyczaj osadzone są promienie bez haczyków, przez co są one podobne do promieni piór puchowych.
Pióra szczeciniaste (vibrissae)Mieszczą się na głowie, szczególnie wokół dziobu i oczu. Pomagają przy chwytaniu owadów w locie. Występują np. u jerzyków i lelków. Zbudowane są z nagiej, twardej stosiny, promienie znajdują się w niewielkiej liczbie przy nasadzie.

## Barwa
Zabarwienie piór u ptaków wykazuje wielkie urozmaicenie i zależne jest od pigmentu zwanego melaniną bądź też od lipochromów, a także od ich mikroskopijnej struktury powodującej interferencję i załamanie światła. Ze względu na charakter barw w piórze dzieli się je na barwy pigmentowe i strukturalne. U papugowych (Psittaciformes) występuje charakterystyczny tylko dla tej grupy barwnik – psittacina, dający barwę pigmentową od żółtej po czerwoną.

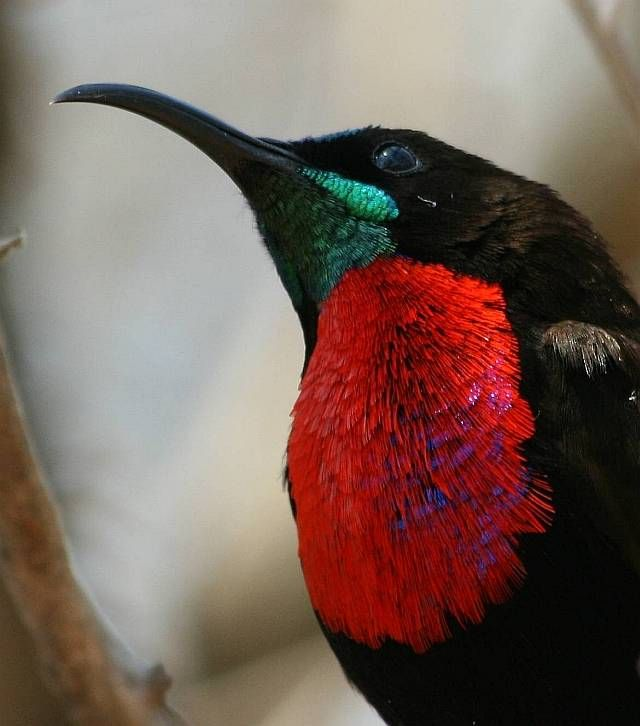
Barwy mieniące u nektarnika szkarłatnego

Za barwę od żółtawej po jasnobrunatną odpowiada feomelanina, zaś ciemnobrunatną, szarą i czarną eumelanina. W komórkach pióra skupiska melaniny przybierają kształt ziarenek (feomelanina) lub pręcików (eumelanina). Jeśli w promyku pióra występują oba typy melaniny, wtedy feomelanina skupia się w bliższej, a eumelanina – w dalszej części promyka. Zgromadzone w piórach ziarna melaniny powstają w cytoplazmie amebocytów (komórek ameboidalnych). Gęsto rozmieszczona eumelanina daje wrażenie intensywnie czarnej barwy, za to rzadziej rozmieszczona – czarnobrunatnej. Silna koncentracja feomelaniny daje barwę czerwonobrunatną i żółtobrunatną, w mniejszym skupieniu – rdzawobrunatną lub gliniastożółtą. Szare pióra nie mają barwnika tylko w promieniach i w podstawie promyków, za to w szczytowych częściach promyka występują gęste skupiska eumelaniny. Identyczną strukturę mają pióra żółtobrunatne, jednak tu euelaninę zastępuje feomelanina. Pióra oliwkowobrunatne i szarobrunatne zawierają oba typy melaniny.
Barwa niebieska powstaje, gdy bezbarwna keratyna znajduje się nad czarnym barwnikiem; jedynie u gołębia owocożera niebieskoczelnego (Ptilinopus monachus) kolor niebieski powstaje wskutek obecności barwnika (lipochromu). Przykładowo, w piórze tanagr (Thraupis) barwa niebieska powstaje, kiedy w promieniu pióra cztery komórki pudełeczkowate grzbietowe od dwóch brzusznych oddziela warstwa pigmentu. Komórki pudełeczkowate są wypełnione powietrzem. 
Często dana barwa wynika z połączeniem barwnika lipochromowego z określoną strukturą. Zielona barwa piór rzadko pochodzi wyłącznie od barwnika (jak to jest np. w przypadku rodzajów Turacus i Somateria). Częściej stanowi połączenie niebieskiej barwy strukturalnej z żółtą barwą lipochromową.  Podobnie barwa fioletowa jako barwa pigmentowa powstaje przy udziale kotinginy lub ptilopiny u bławatników i gołębi Ptilinopus. W pozostałych przypadkach stanowi kombinację niebieskiej barwy strukturalnej z czerwonym barwnikiem lipochromowym lub niebieskiej barwy strukturalnej z melaniną. Odcienie czerwieni i żółci biorą się z zawartości karotenoidów (lipochromów). Dobrym przykładem są flamingi, których różowe zabarwienie bierze się ze zjadanych przez nie krewetek. Bardziej intensywne barwy żółte i czerwone biorą się z maleńkich przestrzeni wypełnionych gazem, które intensyfikują optycznie kolor. Przy piórach białych nie ma żadnych barwników, jedynie sama keratyna budująca pióro. Dwa związki miedzi, turacyna i turakowerdyna, występują w upierzeniu turaków (odpowiadają za kolor czerwony i zielony). Istnieją również barwy mieniące, czyli opalizujące; przykładowo, można je spotkać u kolibrów czy nektarników. Opalizacja powstaje wskutek załamywania się światła na niezwykle cienkich blaszkach pokrywających wierzch piór, podobnie powstaje efekt połysku bański mydlanej.
Te same barwniki (melaniny i lipochromy) odpowiadają za barwę pochwy rogowej dzioba, skóry, pazurów i rogowych łusek na nogach.
W jednym z badań wykazano negatywną korelację między różnorodnością ubarwienia a wielkością ciała ptaka. Zdaniem autorów przyczyną być może jest negatywna korelacja między poziomem koncentracji karotenoidów we krwi a wielkością ciała ptaków. Małe ptaki, ze względu na wyższy metabolizm, konsumują większe ilości pożywienia, z którego są pobierane karotenoidy, w związku z czym ilość tych barwników we krwi osiąga wyższe stężenie. Inna hipoteza wiąże się z komunikacyjną rolą upierzenia i szansą dostrzeżenia osobnika własnego gatunku. Małe ptaki zwykle zamieszkują bardziej zwarte środowiska, w związku z czym musiały wykształcić barwniejsze upierzenie celem ułatwienia relacji międzyosobniczych. Ta hipoteza wiąże się z innym wynikiem wspomnianych badań; stwierdzono, że u ptaków zamieszkujących tereny otwarte różnorodność barw jest najniższa.

## Rozmieszczenie

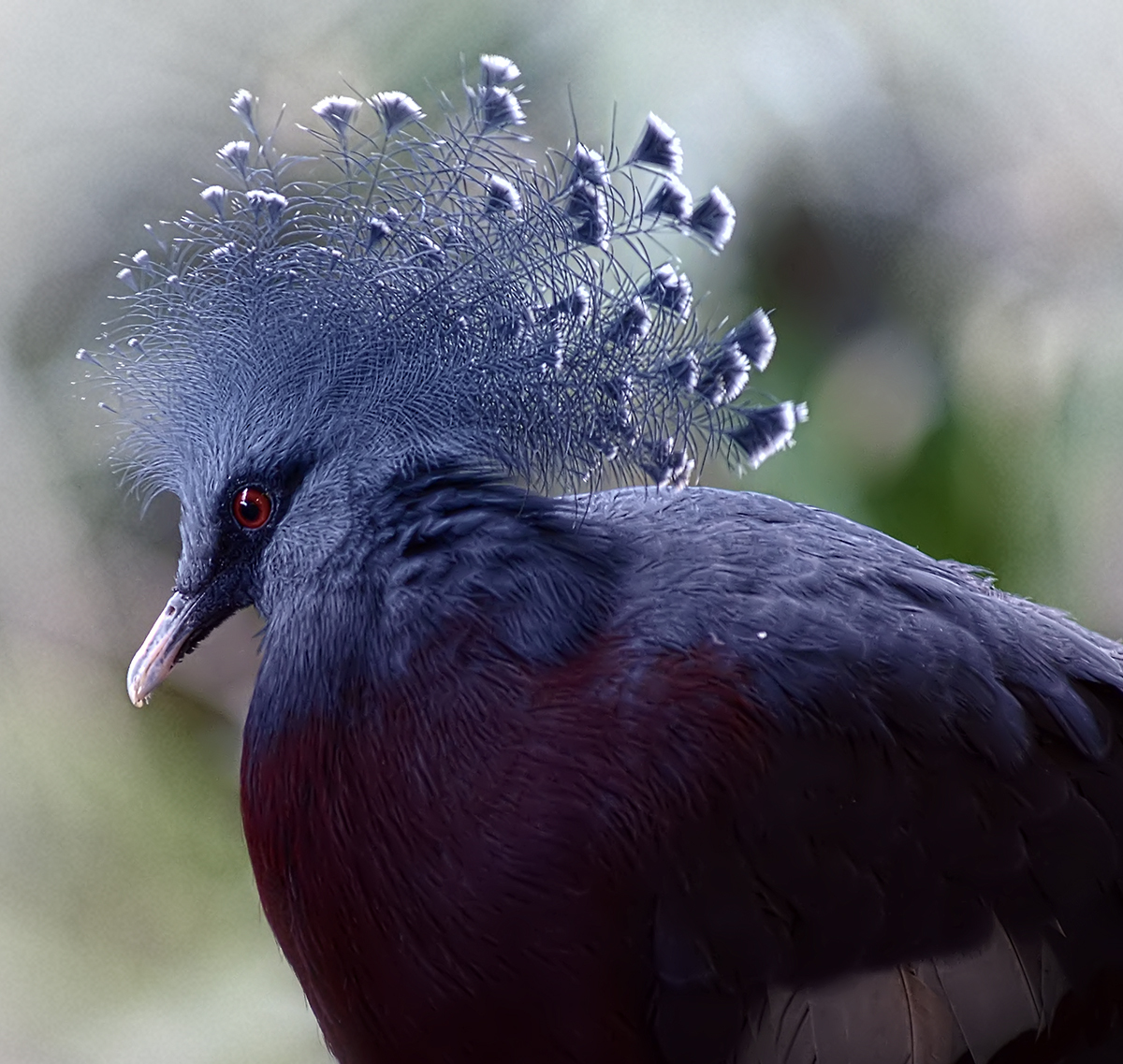
Ozdobny czub korońca plamoczubego

Pióra ptaków stanowią doskonałą izolację termiczną, jednakże nie pokrywają jednolicie całego ciała. Pewne okolice ciała ptaka pokryte są równomiernie piórami i miejsca te noszą nazwę pterylia, a miejsca mniej upierzone lub w ogóle nieupierzone noszą nazwę apteria. Miejscem pozbawionym piór przynajmniej przez część roku jest u wielu ptaków plama lęgowa. U niektórych gatunków opierzone mogą być również golenie i skoki. Poszczególne partie upierzenia na ciele ptaków otrzymały swoje nazwy:

### Skrzydło
- lotki 1. rzędu (pierwszorzędowe) – zewnętrzna grupa lotek, umiejscowiona na dłoni skrzydła (na członach II i III palca oraz w okolicy kości śródręcza). Z wyjątkiem ptaków bezgrzebieniowych ich liczba wynosi zawsze 10–12[1];
- lotki 2. rzędu (drugorzędowe) – środkowa grupa lotek, umiejscowiona na przedramieniu[1];
- lotki 3. rzędu (trzeciorzędowe) – wewnętrzna grupa lotek osadzona w okolicy kości ramieniowej i służąca do zwiększenia powierzchni nośnej skrzydła[1];
- skrzydełko (alula, ala spuria) : Grupa piór osadzona na szczątkowym kciuku (palcu pierwszym)[1];
- pokrywy (tectrices) – grupy piór położone nad lotkami, bliżej przedniej krawędzi skrzydła. Wyróżnia się pokrywy małe (na przedramieniu), średnie i duże. Wyrastają częściowo z kości ramieniowej i łokciowej. Te same grupy pokryw występują pod spodem skrzydła (pokrywy podskrzydłowe)[1].

### Ogon
- sterówki – nie są dzielone na podgrupy, gdyż tworzą jednolitą powierzchnię
- pokrywy nadogonowe – przykrywają sterówki od góry
- pokrywy podogonowe – przykrywają sterówki od spodu

## Aberracje barwne
Aberracje barwne u ptaków to temat słabo zbadany; błędy zdarzają się nawet w literaturze fachowej. Szczególne zasługi w badaniu aberracji barwnych u ptaków ma Hein Van Grouw. Odnotowano ich wiele, z czego niektóre znane są wyłącznie z kilku przypadków stwierdzonych w naturze (szczególnie związane z karotenoidami) albo wyłącznie u ptaków w niewoli. Nie każda aberracja jest mutacją; te drugie mają podłoże genetyczne. Takowego nie ma siwienie. Odnotowuje się je szczególnie u ptaków miejskich (np. kawek, kosów czy gawronów), wynika prawdopodobnie z nieodpowiedniego żywienia, stresu i zanieczyszczeń. Dotyka wyłącznie ptaków dorosłych i pogłębia się wraz z wiekiem. Zmiany nie są symetrycznie rozmieszczone, co pozwala odróżnić ptaki siwiejące od leucystycznych. Zasięg bieli w upierzeniu bywa różny, od kilku piór po całe białe upierzenie; takie ptaki mają jednak zawsze normalny kolor oka. Do częstszych mutacji związanych z melaninami, prócz siwienia, należą:
- leucyzm – częściowy albo całkowity brak zarówno eumelaniny, jak i feomelaniny. Zmiany są wrodzone, leucyzm można zaobserwować już u piskląt. Występuje leucyzm całkowity (całe białe upierzenie, dziób i nogi różowe) lub częściowy (najczęściej białe obszary zlokalizowane są na głowie, skrzydłach i brzuchu; nigdy na ogonie).
- albinizm – występuje całkowity brak melaniny w oczach, piórach i skórze ze względu na brak tyrozyny w melanocyty (patrz: melanogeneza). Albinosy spotykane są niezwykle rzadko, ponieważ ich oczy są bardzo wrażliwe na światło, przez co mają problem z ostrym widzeniem i najczęściej giną po wylocie z gniazda. Albinotyczne ptaki są całkowicie białe z różowymi dziobami i nogami oraz czerwoną tęczówką. Wyjątkiem są tu ptaki, u których występują również karotenoidy, np. bogatki czy szczygły, u których widać barwne plamy.
- brown – jest to często spotykana u ptaków mutacja. Występuje tu jakościowa redukcja eumelaniny przez jej niepełne utlenianie, przez co domyślnie czarne partie upierzenia są brązowe, za to rudobrązowe i kremowe pozostają niezmienione (za ich barwę odpowiada feomelanina). Eumelanina u ptaków z mutacją brown jest bardzo podatna na promienie słoneczne, przez co szybko płowieje. Nogi i dziób są nieco jaśniejsze, niż normalnie, kolor tęczówki pozostaje niezmieniony. Mutacja ta występuje przykładowo u łabędzi niemych, u odmiany znanej jako „łabędź polski” – pisklęta mają biały puch zamiast szarego, a nogi są zawsze różowe.
- hypomelanizm (ang. dilution) – jest to mutacja polegająca na ilościowej redukcji melanin (rzadziej rozmieszczone barwniki), przez co ptaki zdają się być bledsze, niż być powinny. Mutacja występuje w trzech formach: pastel (redukcja obydwu melanin), isabel (redukcja eumelaniny), ino – występuje niepełne utlenienie zarówno eumelaniny, jak i feomelaniny, co odróżnia tę mutację od mutacji brown. Ptaki te mają zawsze różowe dzioby i nogi. Niekiedy również i oko jest czerwonawe, jednak inaczej niż u albinosów nie powoduje to problemów ze wzrokiem. Barwniki płowieją pod wpływem światła, niekiedy ptaki te zdają się być całkowicie białe. W miejscach, gdzie nie dochodzą promienie słoneczne, np. pod skrzydłami czy ogonem, można dostrzec ślady brązowej barwy.
- melanizm – jest to najczęstsza mutacja. Wszystkie „ciemne formy” np. wydrzyków i błotniaków są w istocie dotknięte melanizmem. Mutacja ta polega na niewłaściwym lub nadmiernym rozmieszczeniu melaniny w chromatoforach.

## Przykłady piór różnych gatunków ptaków

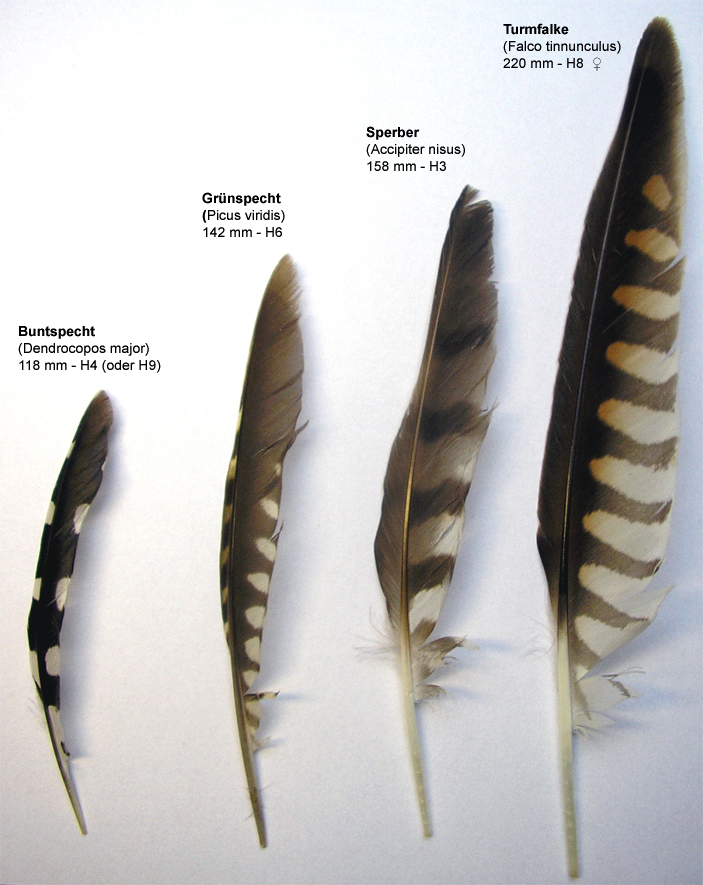
Dzięcioł duży (Dendrocopos major), dzięcioł zielony (Picus viridis), krogulec (Accipiter nisus) i pustułka (Falco tinnunculus)
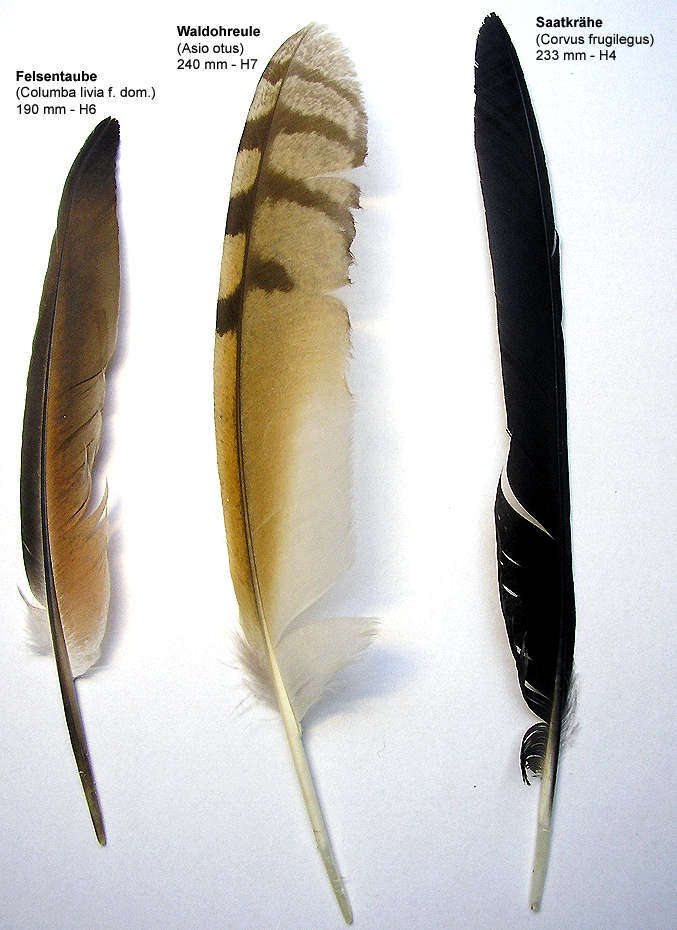
Gołąb domowy (Columba livia forma domestica), sowa uszata (Asio otus) i gawron (Corvus frugilegus)
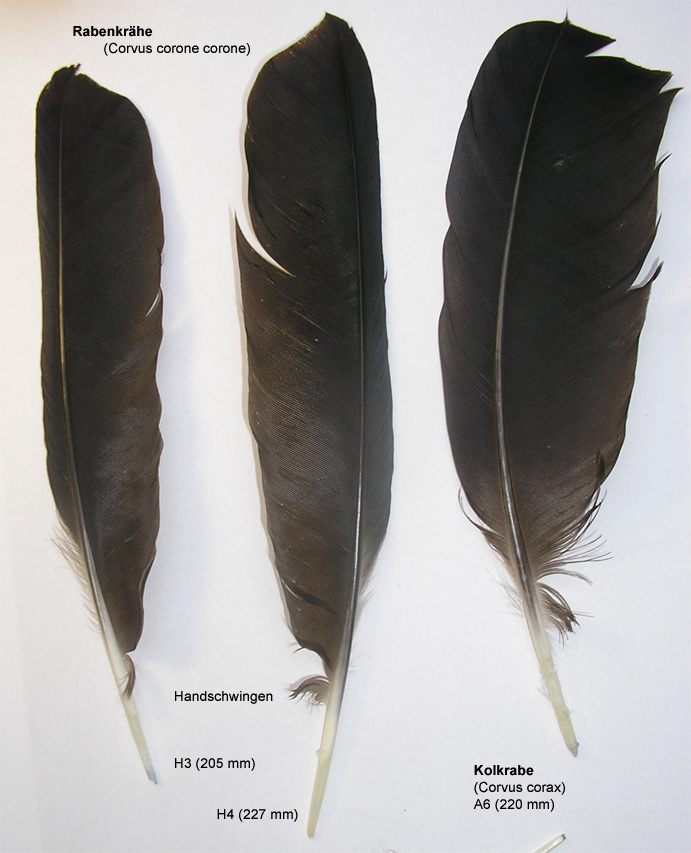
Czarnowron (Corvus corone corone) i kruk (Corvus corax)
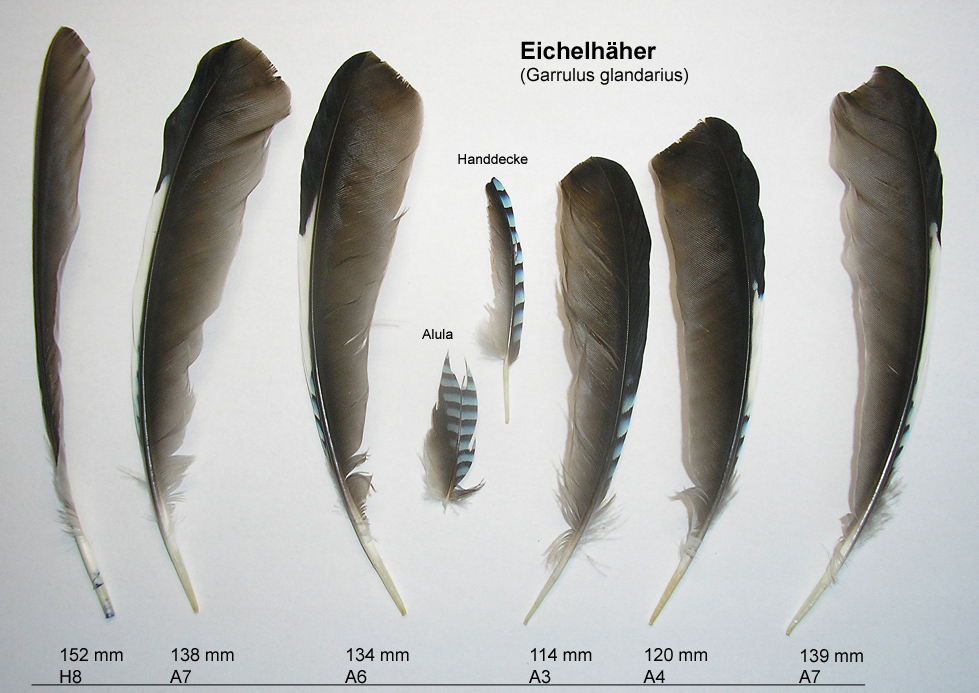
Sójka (Garrulus glandarius)
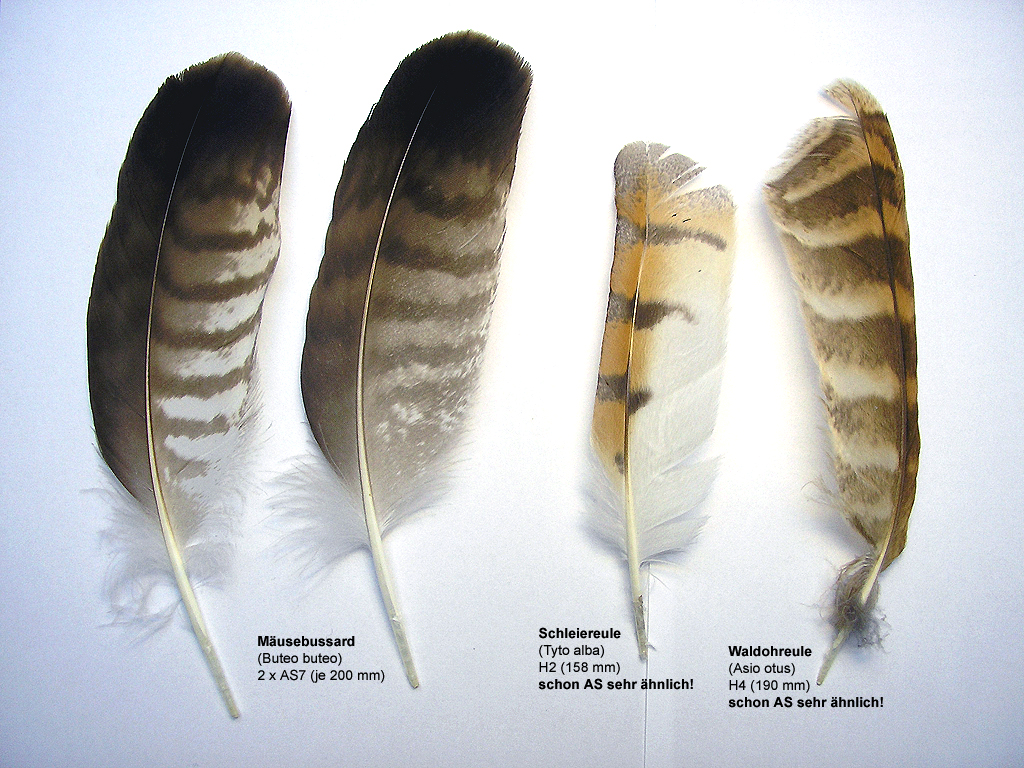
Myszołów zwyczajny (Buteo buteo), płomykówka (Tyto alba) i sowa uszata (Asio otus)
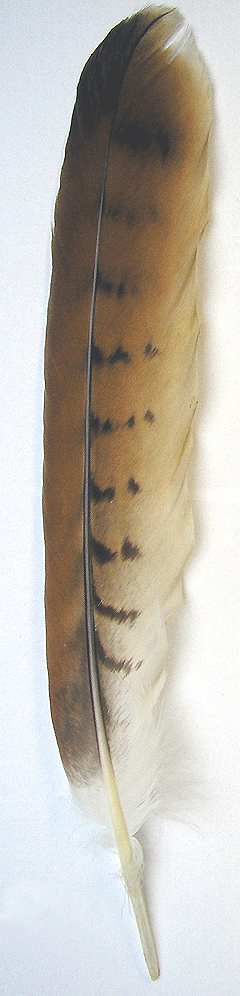
Kania ruda (Milvus milvus)

## Legalność kolekcjonerstwa (Polska)
Wedle Rozporządzenia Ministra Środowiska z dnia 28 września 2004 r. w sprawie gatunków dziko występujących zwierząt objętych ochroną zbieranie piór ptasich było nielegalne, jako że zabronione było preparowanie martwych zwierząt lub ich części, w tym znalezionych oraz zbieranie, przetrzymywanie i posiadanie zwierząt martwych, [...], a także ich części i produktów pochodnych. W Rozporządzeniu z dnia 12 października 2011 r. utworzono wyjątek, wedle którego Zakazy, o których mowa w § 7 pkt 1—4, 7, 9, 14 i 16 [...] nie dotyczą: [...] 5) zbierania i przechowywania piór ptaków, co uczyniło takową działalność kolekcjonerską legalną; akt rozporządzenia ma jednak status uznany za uchylony. Ustawa z dnia 16 kwietnia 2004 r. o ochronie przyrody przewiduje wyjątek  dla zbierania i przechowywania piór ptasich w stosunku do gatunków zwierząt objętych ochroną gatunkową, jeżeli działania te nie są szkodliwe dla zachowania we właściwym stanie ochrony dziko występujących populacji chronionych gatunków zwierząt.

## Pióra dawnych zauropsydów
Najwcześniej zachowane pióra teropodów, takich jak Sinosauropteryx, przypominały nici. Następnie pojawiły się pióra rozgałęzione, przypominające pióra puchowe piskląt, a jako ostatnie pióra asymetryczne, wymagane do lotu. Trójwymiarowa struktura piór była trudna do przewidzenia ze względu na silne skompresowanie szczątków kopalnych w skale. W 2016 opisano zachowany w bursztynie ogon nieptasiego teropoda ze środkowej kredy. Stosiny jego piór były słabo zaznaczone, na końcu niemal nie do odróżnienia od promieni.
Także pterozaury Cascocauda i Tupandaktyl były opierzone.